# Ministério da Agricultura, Florestas e Alimentação
O Ministério da Agricultura, Florestas e Alimentação foi a designação de um departamento do IX Governo Constitucional, de junho de 1983 a outubro de 1984. O único titular deste ministério foi Manuel Soares Costa.